# ویروس (فیلم ۱۹۹۹)
ویروس (به انگلیسی: Virus) یک فیلم ترسناک و علمی تخیلی آمریکایی محصول سال ۱۹۹۹ به کارگردانی هنرمند جلوه‌های بصری جان برونو با بازی جیمی لی کورتیس، ویلیام بالدوین و دونالد ساترلند است. این فیلم که بر اساس کتاب کمیکی به همین نام نوشته چاک فارر ساخته شده‌است، داستان کشتی را روایت می‌کند که توسط موجودی بدخواه فرازمینی محاصره شده‌است که می‌خواهد بشریت را به بردگان سایبورگ تبدیل کند.
این فیلم با مجموعه‌ای از اکشن فیگور و یک بازی ویدیویی به‌هم‌راه تبلیغ شد. و یک شکست انتقادی و تجاری بود، اما به مرور زمان طرفدارانی پیدا کرد.

## بازیگران
| بازیگر            | نقش                  |
| ----------------- | -------------------- |
| جیمی لی کرتیس     | کلی "کیت" فاستر      |
| ویلیام بالدوین    | استیو باکر           |
| دونالد ساترلند    | کاپیتان رابرت اورتون |
| یوآنا پاتسوا      | Nadia Vinogradova    |
| مارشال بل         | J. W. Woods Jr.      |
| شرمن آگوستوس      | Richie Mason         |
| کلیف کرتیس        | Hiko                 |
| ژولیو اسکار مچوسو | Squeaky              |

## داستان
وقتی یک یدک‌کش آمریکایی کنار کشتی تحقیقاتی روسیه لنگر می‌اندازد، یک زندگی بیگانه به عنوان یک ویروس وارد عمل می‌شود و…

## بازخوردها
ویروس یک شکست بحرانی و تجاری بود که کمتر از نیمی از بودجه خود را به دست آورد و نقدهای منفی به دست آورد. بر اساس ۴۹ نقد، این فیلم دارای ۱۲ درصد محبوبیت در سایت راتن تومیتوز با میانگین امتیاز ۳٫۴ از ۱۰ است. در متاکریتیک، بر اساس ۱۷ بررسی، میانگین وزنی ۱۹ از ۱۰۰ را دارد که نشان‌دهنده «نپسندیدن شدید» است. اکثر منتقدان فیلم را مشتق و غیراصیل می‌دانستند.